# Marchin On
„Marchin On” – singel amerykańskiego zespołu pop-rockowego OneRepublic z ich drugiego albumu studyjnego Waking Up. Piosenka została napisana i wyprodukowana przez wokalistę zespołu, Ryana Teddera. W 2010 roku producent muzyczny i raper Timbaland zremiksował utwór i umieścił go na swoim albumie Shock Value II.
Utwór „Marchin On” został wydany 18 czerwca 2010 jako trzeci singel z płyty Waking Up. W Niemczech piosenka została wybrana do promocji Mistrzostw Świata w Piłce Nożnej 2010 na niemieckim kanale telewizyjnym ZDF. Ponadto piosenka została wykorzystana w serialu „Pamiętniki wampirów”.

## Lista utworów singla
CD singel/Digital download
- „Marchin On” (Patriot remix) – 4:15
- „Marchin On” (Timbo version) – 4:12

## Teledysk
Oficjalny teledysk do utworu miał premierę 2 czerwca 2010 roku i został wyreżyserowany przez Christophera Simsa. W klipie widać członków zespołu tańczących i grających na instrumentach: Drew Brown gra na gitarze, Eddie Fisher na perkusji, Brent Kutzle na werblu, Zach Filkins na syntezatorze i na shekerze, a Ryan Tedder śpiewa i gra na fortepianie i tamburynie. W tle widać specjalne oświetlenie, które nadaje wideo klubową atmosferę. 

## Pozycje na listach
Notowania tygodniowe
| Notowanie (2010)                  | Najwyższa pozycja |
| --------------------------------- | ----------------- |
| Austria (Ö3 Austria Top 40)       | 7                 |
| Belgia (Ultratop Flandria)        | 14                |
| Belgia (Ultratop Walonia)         | 5                 |
| Czechy (IFPI)                     | 42                |
| Słowacja (Radio Top 100)          | 68                |
| Szwajcaria (Schweizer Hitparade)  | 37                |
| Niemcy (Media Control Charts)     | 6                 |
| Nowa Zelandia (Recorded Music NZ) | 23                |

Notowania końcoworoczne
| Notowanie (2010)              | Pozycja |
| ----------------------------- | ------- |
| Austria (Ö3 Austria Top 40)   | 37      |
| Niemcy (Media Control Charts) | 28      |

## Certyfikaty
| Kraj/region | Wydawca | Certyfikat  | Źródło |
| ----------- | ------- | ----------- | ------ |
| Australia   | ARIA    | złota płyta | [ 13 ] |
| Niemcy      | BVMI    | złota płyta | [ 14 ] |